# جائزة بريطانيا الكبرى 1959
جائزة بريطانيا الكبرى 1959 هو سباق فورمولا 1 أقيم بتاريخ 18 يوليو 1959 في ليفربول، إنجلترا. كان الخامس من أصل 9 في بطولة العالم لسباقات الفورمولا واحد موسم 1959. فاز به الأسترالي جاك برابهام.